# El Palacio de los Sueños
El Palacio de los Sueños (Nëpunësi i Pallati it të Endrrave), publicada originalmente en Tirana, en 1976-1981, es una de las principales novelas del escritor albanés Ismaíl Kadaré.

## Argumento
Al Palacio de los Sueños llegan todos los sueños de los súbditos del Imperio: viajeros y correos se encargan de  recorrer los sitios más lejanos del territorio para que absolutamente ninguno se quede por estudiar y afloren en ellos cualquier síntoma de disensión y ruptura. Los sueños son catalogados por peligrosidad y los enigmas que plantean son estudiados por los investigadores del Palacio. El protagonista de la historia entra a formar parte, tras un largo periodo para conseguir el ingreso, de los trabajadores del Palacio, y lentamente va ascendiendo en la jerarquía.

## Contexto
Kadare burló a los censores de la dictadura albanesa dividiendo la novela en dos partes y ambientandola en el imperio otomano.
Sin embargo, los lectores se dieron cuenta de lo mucho que el opresivo ambiente recordaba a la ciudad de Tirana durante la dictadura de Enver Hoxha. La novela no habla en realidad del Imperio Otomano sino que usa muchos anacronismos y pasajes ambiguos para hacer la historia lo más actual posible.

## Recepción
Jean-Christophe Castelli, escribió en su crítica para Vanity Fair, que El Palacio de  los sueños es la novela más osada de Kadare y una de las visiones más lucidas sobre el totalitarismo. Julian Evans dice que es un libro que todas las dictaduras prohibirían. Los Angeles Times describe la novela como una alegoría del poder absoluto."